# Kevin Dilmore
Kevin Dilmore (* 12. Juni 1964) ist ein US-amerikanischer Science-Fiction-Schriftsteller.

## Leben
Kevin Dilmore machte 1982 seinen Abschluss an der Abilene High School in Abilene, Kansas. Anschließend studierte er von 1982 bis 1988 an der University of Kansas Filmwissenschaften und Journalismus. Später arbeitete er unter anderem bei Miami County Publishing Co. und Hallmark als Journalist.

## Werke
Star Trek: The Next Generation:(mit Dayton Ward)
- 2004: A Time to Harvest
- 2004: A Time to Sow

Star Trek: S.C.E. (mit Dayton Ward)
- 2001: Interphase Book 1 + 2
- 2002: Foundations 1 - 3
- 2003: Home Fires

Star Trek: Vanguard
- 2006: Summon the Thunder

Star Trek: Mirror Universe
- 2007: Glass Empires (mit David Mack, Geg Cox, Michael Sussman und Dayton Ward)